# Vladimír Jirásek
Vladimír Jirásek (2. listopadu 1933 Hrádek – 14. května 2018) byl československý vodní slalomář, kanoista závodící v kategorii C1.
Na mistrovstvích světa vybojoval v individuálních závodech C1 dvě zlaté (1955, 1959) a jednu bronzovou medaili (1953). Další cenné kovy na světových šampionátech získal v závodech družstev: dvě zlata z let 1955 a 1957 a jeden bronz z roku 1959. V roce 1959 se stal vítězem prvního ročníku ankety Sportovec roku.
Byl vodním skautem, členem pražského 13. oddílu, kde měl přezdívku Olaf.